# Cieneguillas, Tamaulipas
Cieneguillas är en ort i Mexiko.   Den ligger i kommunen Tula och delstaten Tamaulipas, i den centrala delen av landet, 400 km norr om huvudstaden Mexico City. Cieneguillas ligger 1 063 meter över havet och antalet invånare är 281.
Terrängen runt Cieneguillas är platt åt sydväst, men åt nordost är den kuperad. Runt Cieneguillas är det glesbefolkat, med 10 invånare per kvadratkilometer. Närmaste större samhälle är Tula, 13,8 km norr om Cieneguillas. I omgivningarna runt Cieneguillas växer huvudsakligen savannskog.